# Frah Quintale
Frah Quintale, pseudonimo di Francesco Servidei (Brescia, 27 dicembre 1989), è un cantautore e rapper italiano.

## Biografia

### 2004-2016: Gli esordi
Nato a Brescia nel 1989, si appassiona alla musica nel 2004, a quindici anni, per poi iniziare il suo percorso musicale nel duo dei Fratelli Quintale, formatosi nel 2006, che vanta cinque album ancora all'attivo. Nel 2016, dopo aver lasciato il duo, pubblica la sua prima canzone da solista Colpa del vino e l'EP 2004.

### 2017-2019:Regardez moieLungolinea.
Il 30 giugno 2017 esce il singolo Cratere inserito poi nell'album Regardez moi che prende il nome da un graffito presente in un palazzo abbandonato nella sua città natale. Nello stesso anno esce il singolo Sabato nel parco. Il 29 luglio 2018 Regardez moi è stato reso disponibile anche in vinile e in contemporanea è stata pubblicata digitalmente la raccolta Lungolinea., che contiene i messaggi vocali scambiati con i produttori durante la realizzazione dell'album precedente, alcuni singoli precedenti e brani inediti, quali 64 Bars, Stupefacente e Missili.

### 2019-2022:BanzaieStoria breve
All'inizio del 2019 pubblica il brano inedito Quest'anno, rimasto online per solo 24 ore, dove racconta tutto ciò che gli è accaduto nell'anno del suo successo. Nello stesso periodo esce 2%, da una collaborazione con Guè. Il 4 ottobre pubblica il singolo Farmacia, seguito il 5 marzo 2020 da Contento.
Il 19 maggio 2020 ha annunciato il progetto Banzai, composto da due album. La prima parte, intitolata Banzai (lato blu), è stata pubblicata il 26 giugno dello stesso anno. Il 23 aprile 2021 ha pubblicato il singolo Sì può darsi, che ha anticipato la seconda parte del progetto, Banzai (lato arancio), distribuita a partire dal 4 giugno.
Il 10 giugno 2022 ha pubblicato l'EP Storia breve, promosso dal singolo Nuova fissa.

### 2023:Lovebars
Nel corso del 2023 Frah Quintale ha intrapreso una collaborazione artistica con Coez. La prima pubblicazione del duo è stata il singolo Alta marea, diffuso digitalmente e in radio il 16 giugno.
L'8 settembre 2023 è stato pubblicato l'album collaborativo Lovebars, da cui è stato estratto un secondo singolo, Che colpa ne ho, pubblicato lo stesso giorno dell'album, seguito dai singoli Terra bruciata e Lovebars.

### 2025-presente: progetti inediti
Il 28 marzo 2025 è uscito il singolo Boccone amaro di Irbis, a cui ha collaborato. Il 20 giugno seguente ha pubblicato il singolo Lampo.

## Discografia

### Da solista
Album in studio
- 2017 – Regardez moi
- 2020 – Banzai (lato blu)
- 2021 – Banzai (lato arancio)
- 2023 – Lovebars (con Coez)

Raccolte
- 2018 – Lungolinea.
- 2022 – Banzai

### Con i Fratelli Quintale
- 2009 – The Reverse Coconut Mixtape
- 2011 – Green Project
- 2012 – One Hundred
- 2013 – All You Can Eat
- 2015 – Tra il bar e la favola